# نبض (فلم)
نبض (بالإنجليزية: Pulse) هو فيلم رعب أمريكي من تأليف ويس كرافن وإخراج جيم سونزيرو ومن بطولة كريستين بيل، إيان سومرهالدر وكريستينا ميليان، صدر الفيلم في 11 أغسطس 2006.

## روابط خارجية
مقالات تستعمل روابط فنية بلا صلة مع ويكي بيانات